# Chaetosphaeria innumera
Chaetosphaeria innumera är en svampart som beskrevs av Berk. & Broome ex Tul. & C. Tul. 1863. Chaetosphaeria innumera ingår i släktet Chaetosphaeria och familjen Chaetosphaeriaceae.  Arten är reproducerande i Sverige. Inga underarter finns listade i Catalogue of Life.